# 2022年カザフスタン反政府デモ
2022年カザフスタン反政府デモ（2022ねんカザフスタンはんせいふデモ）は、2022年1月2日にカザフスタンで始まった一連の集団抗議行動である。現地では「血の1月」（カザフ語: Қанды қаңтар）あるいは「1月の悲劇」（カザフ語: Қаңтар трагедиясы）と呼ばれる。日本のメディアではカザフスタン騒擾、騒乱、暴動などと報道された。
1月1日、カザフスタン政府は液化石油ガス（LPG）の価格上限を撤廃した。これによりLPG価格が一夜にして約2倍に跳ね上がった。同国では近年LPGが自動車燃料として広く利用されているため、1月2日、カザフスタン西部の都市ジャナオゼンで抗議デモが発生した。
当初は穏健なデモだったが、まもなくしてアクタウ、アクトベ、アティラウなどの西部の街のほか首都ヌルスルタン（現アスタナ）や経済中心地アルマトイなど他地区の大都市にも波及し、警察との衝突が発生した。特にアルマトイでは、政府や経済格差への不満も相まって激しい暴動へと発展した。
1月5日、アスカル・マミン内閣は事態の責任を負い総辞職した。さらに、カザフスタン大統領カシムジョマルト・トカエフは、前大統領ヌルスルタン・ナザルバエフがカザフスタン共和国安全保障会議議長を辞任し、後任に自らが就任することを発表した。マンギスタウ州とアルマトイに非常事態宣言が発令された。燃料価格の価格上限の復活も発表されたがデモの鎮静化は得られず、1月6日にトカエフ大統領の要請により集団安全保障条約機構（ロシア語: ОДКБ、英語: CSTO）から部隊が派遣されるに至り、1月11日までにデモは鎮圧された。
このデモは逮捕者9,900人以上、死者230人を出す結果となった。

## 抗議デモの目的
当初はガス価格が引き下げられたことが抗議活動の目的であったが、まもなくして大きな政治的変化を求めるものに変容した。自治体首長の直接選挙による選出、政府首脳の辞任、経済格差の解消、憲法の改正を訴える声が上がった。

## 背景

### 権力と富の寡占
ヌルスルタン・ナザルバエフは、1989年からカザフ・ソビエト社会主義共和国共産党第一書記を務め、1990年4月には新設された大統領職に就いた。1991年12月のカザフスタン独立にあたっては国民による直接選挙によりカザフスタン初代大統領となった。以降、憲法の変更により、あるいは強引な憲法解釈によって任期を延長し、2019年まで一貫して大統領の地位にあった。この期間にカザフスタンで実施された選挙は、二重投票などの不正選挙や検閲の問題が指摘され、西側諸国からは公正なものとはみなされていなかった。ナザルバエフは権威主義、縁故主義、反対派の拘束によって国を統治した。2019年にトカエフに大統領の座を譲ったのちも、ナザルバエフは側近とともに安全保障会議議長の要職に就き、院政ともいえる権力体制を維持した。
カザフスタンは形式的には複数政党制を採用しているが、政党結成のハードルが高いうえに恣意的に政党登録を停止できる法律があり、1999年以降ヌル・オタン党（旧・オタン党、現・アナマト党）が政権与党の座にある。有効な野党を欠く事実上の独裁・権威主義体制である。選挙制度は2007年以降、下院は全国区比例代表制選挙での選出、上院は地方議会による間接選挙と大統領による任命となっており、2007年の下院選挙では全議席をナザルバエフ率いるヌル・オタン党が占める結果となった。
また、市や州のアキム（首長、カザフ語: әкім、ロシア語: аким）は市民による直接選挙ではなく大統領が任命する制度となっている。
カザフスタン経済は石油やウランの生産と輸出により好調であったが、この経済成長は国民全体で共有されることはなく、2022年時点で国の資産の55％が162人の富裕層によって保有されるという富の偏在が指摘されていた。

### 政治腐敗
汚職が大きな問題として存在しており、2005年には世界銀行がカザフスタンをアンゴラ、ボリビア、ケニア、リビア、パキスタンと同等の汚職国と位置付けた。2012年、世界経済フォーラムはカザフスタンでのビジネスにおける最大の問題として汚職を挙げた。2021年度の腐敗認識指数は37点でガンビアやスリランカと並んで180か国中102位であった。

### 過去の市民運動
2011年、ジャナオゼンにおいて労働環境改善を求め油田労働者のストライキが発生。政府は武力による弾圧を行い少なくとも16人が死亡した（2011年ジャナオゼン事件）。
2016年、外国人の土地購入を認める改革が計画されたことに対する大規模な抗議運動が行われた（2016年カザフスタン土地法抗議デモ）。
2018年5月、欧州議会使節団による人権保護状況確認のためのカザフスタン訪問に合わせ、抗議運動が行われた（2018年カザフスタン抗議デモ）。政治犯として収監されている人々の解放を訴え、約80人が拘束された。2019年2月に住宅火災で5人の子供が死亡し、貧困家庭への不十分な福祉が原因とみなされ抗議運動が拡大した。2019年6月の大統領選挙期間には4,000人近くが逮捕された。

## 経過

### 1月2日
2022年1月2日、ジャナオゼンにおいて、燃料価格の上昇に抗議するためのデモが行われた。デモ参加者は道路を封鎖し、LPG価格をリッター当たり120テンゲから50テンゲに引き下げることを要求した。市職員が対応し、要求を文書にまとめて提出するようにデモ参加者に伝えた。数百人の抗議者らが一晩じゅう中央広場にとどまった。

### 1月3日
ジャナオゼンでは午後までに推定1,000人が広場に集まり、自治体首長の直接選挙を求める声も上がった。警察の介入はなかった。マンギスタウ州知事ヌルラン・ノガエフとジャナオゼン市長マクサト・イバガロフがガス価格を85–90テンゲまで下げることを約束したがデモ参加者は納得しなかった。
トカエフ大統領は、カザフスタンの国民は地方政府や中央政府に対して公に意見を述べる権利を持っているが、あくまでも法律を遵守する必要があると述べた。
政府はマンギスタウ州のガス事業者に対しLPG価格をリッター当たり85–90テンゲまで下げるよう指示した。
この日、ヌルスルタン、アクトベ、アルマトイなどでデモ参加者が拘束された。
アクタウでは推定6,000人のデモ参加者が広場に集まり、政府の辞任とガス価格の低減を要求した。ノガエフ知事が集会を訪れ、政府がガスの価格を引き下げたこと、ガス供給者に対して反トラスト調査を開始したことをデモ参加者に伝えた。

### 1月4日
抗議活動はこの日もジャナオゼン、アクタウ、ヌルスルタン、シムケントなど各都市で続けられた。

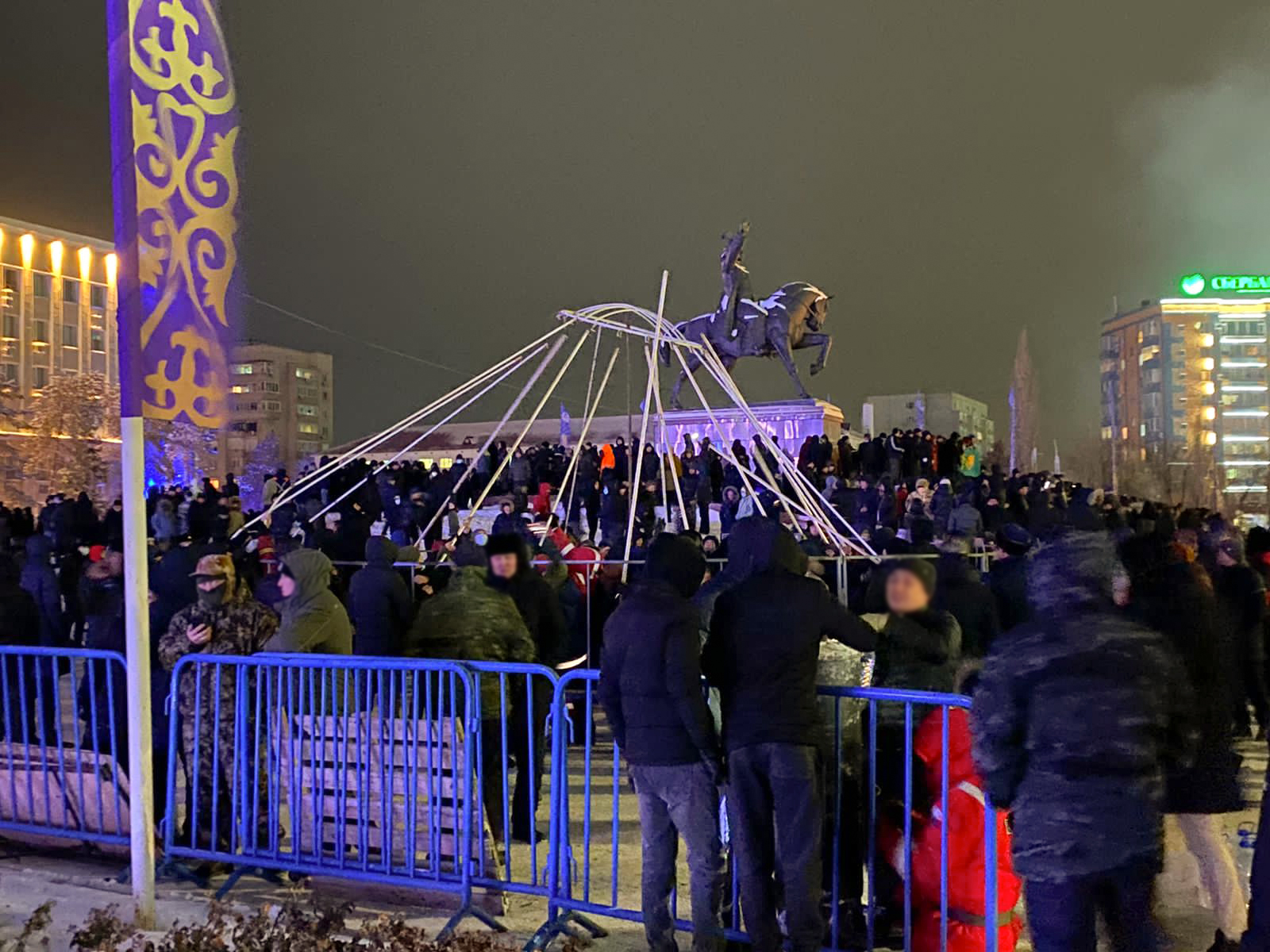
広場に集まるデモ参加者（1月4日、アクトベ）

アクタウで政府担当者と抗議者が協議し、LPG価格をリッター当たり50テンジに引き下げることに同意した。
1月4日の夜、約1,000人がアルマトイの中央広場に行進した。デモ参加者と警察との間で衝突が起こり、警察はスタングレネードと催涙ガスを使用し、デモ参加者らは警察車両を燃やすなどして応戦した。装甲車両も出動した。
トカエフ大統領はマンギスタウ州とアルマトイにおいて、現地時間1月5日01:30から1月19日00:00まで非常事態を発令する法令に署名した。
この日から1月10日にかけて、インターネット通信の大規模障害が生じた。
全国で20人以上のデモ参加者が逮捕され、8人の警察官が死亡した。

### 1月5日

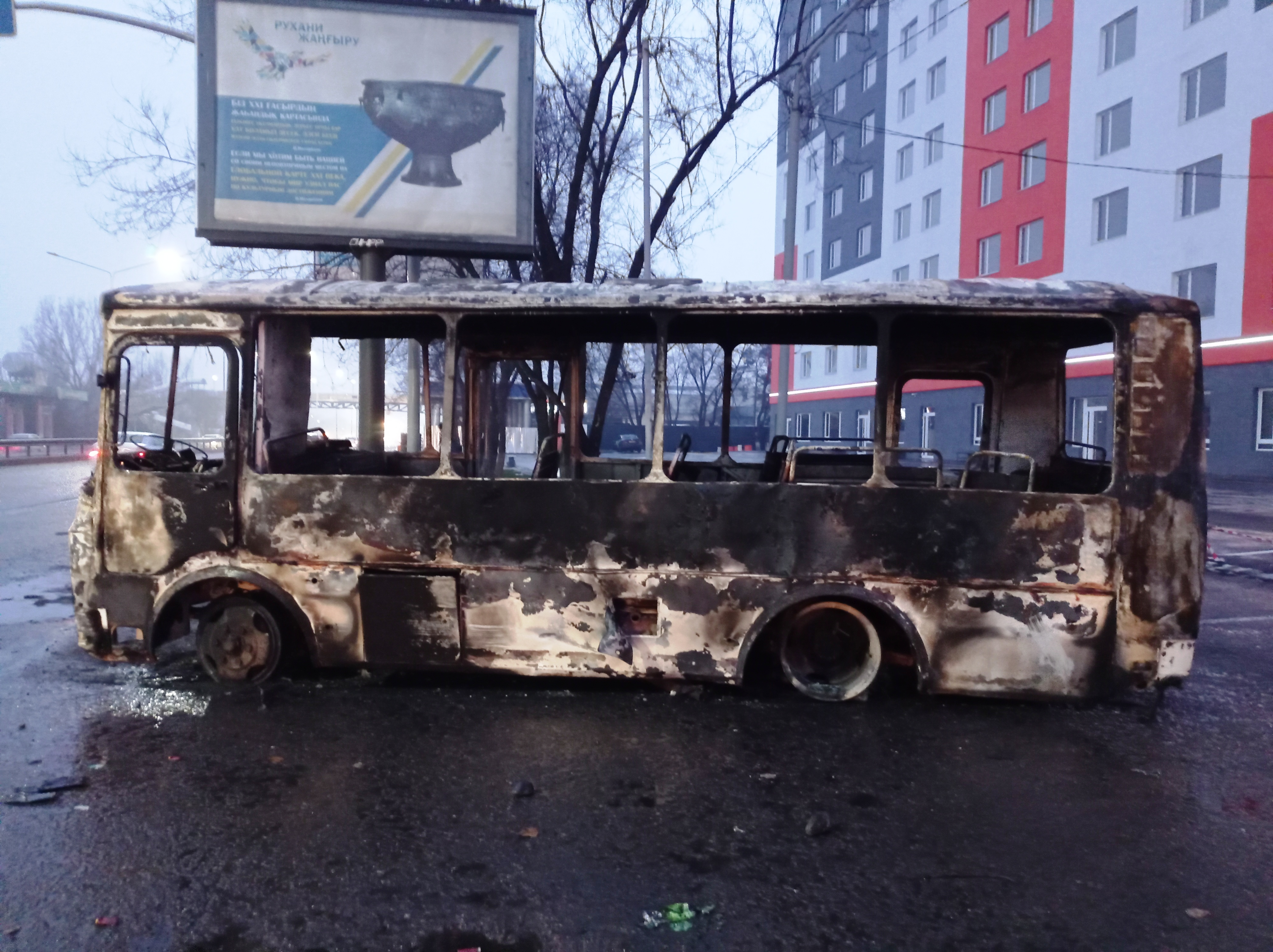
焼かれた警察車両（1月5日、アルマトイ）

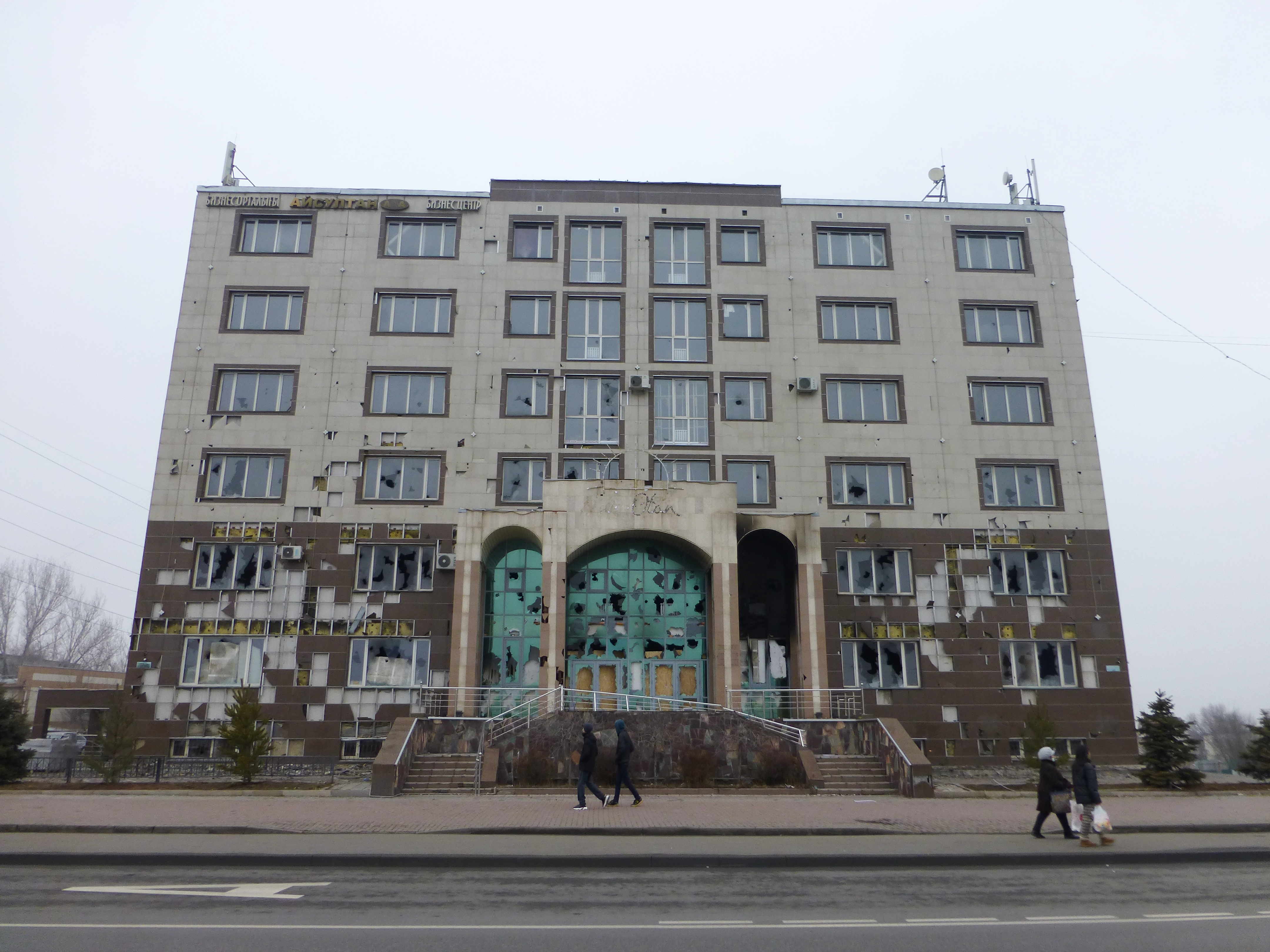
ヌル・オタン事務局（1月5日、アルマトイ）

アルマトイでは午前中は比較的平穏であったが、昼過ぎ、2万人近くの人々が再び中央広場に集結した。300人ほどの警官隊が対応に当たったが、デモ隊は銃器を使用しており、この時点で発砲の許可を得ていない警官隊は撤退を余儀なくされた。市庁舎が襲撃され炎上し、トカエフ大統領の居宅、与党ヌル・オタンの事務局も襲撃を受けた。デモ隊は検察庁も襲撃し銃器を入手した。
アルマトイ国際空港にもデモ隊が侵入し、フライトのキャンセルやルート変更が必要となった。2人のカザフスタン軍兵士がアルマトイ空港を奪還しようとして死亡したと伝えられた。
首相アスカル・マミン内閣が事態の責任をとる形で総辞職した。同日午後、トカエフ大統領は、ナザルバエフ前大統領が国家安全保障会議議長を辞任し、自らが後任となることを発表した。これによりナザルバエフは事実上失脚した。長年ナザルバエフの右腕として活躍した元首相のカリム・マシモフも国家保安委員会議長を解任された。
南部の都市シムケントとタラズでも政府の建物が襲撃を受けた。タルディコルガンでは、ナザルバエフの像が「老人よ去れ！」と唱えるデモ隊によって引き倒され破壊された。
同日午後、トカエフ大統領は1月19日まで非常事態宣言を発表した。これは23:00から07:00までの夜間外出禁止令、一時的な移動制限、大規模な集会の禁止を含むものであった。アルマトイでは夕方頃には無政府状態となり、到着した機動隊が武装したデモ隊と銃撃戦を繰り広げ、住民は通りから離れるように促された。アルマトイに駐在する様々な国営メディア機関の建物が焼き払われ、雑貨店、銀行、ATM、ショッピングセンターが略奪行為の標的となった。
トカエフ大統領はこの日のテレビ演説において、「アルマトイは攻撃され、破壊され、荒らされ、住民らはテロリストや盗賊による攻撃の犠牲者となった。したがって、我々の国家を守るためにあらゆる可能な行動をとることが我々の義務である」と述べた。
深夜、トカエフ大統領は集団安全保障条約機構に対して部隊の派遣を打診した。これを受けアルメニア首相で機構議長のニコル・パシニャンはカザフスタンへの平和維持部隊の派遣を決定したと発表した。
政府発表では、この日までに治安部隊8人が死亡、300人以上が負傷した。

### 1月6日

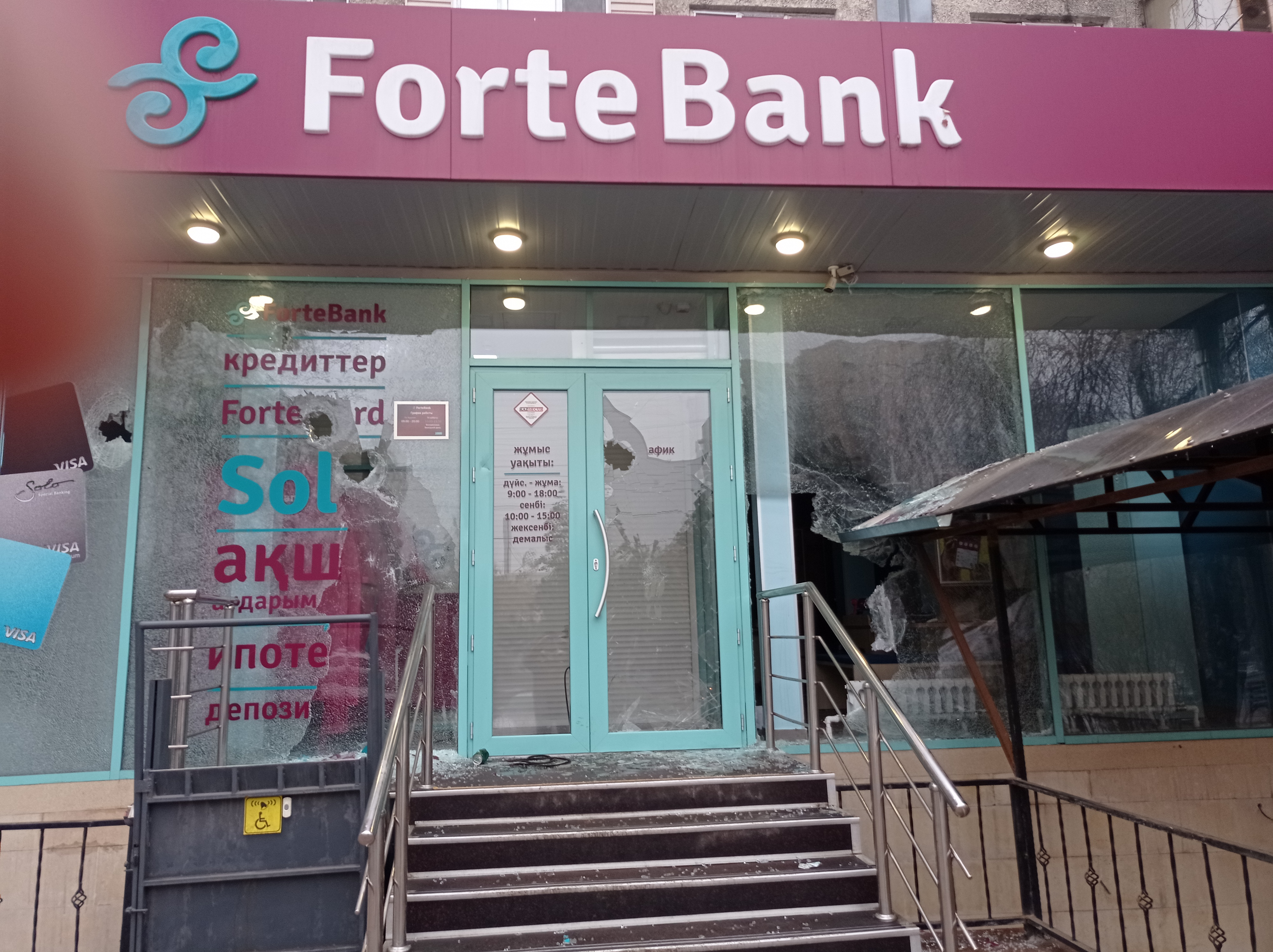
襲撃された銀行（1月6日、アルマトイ）

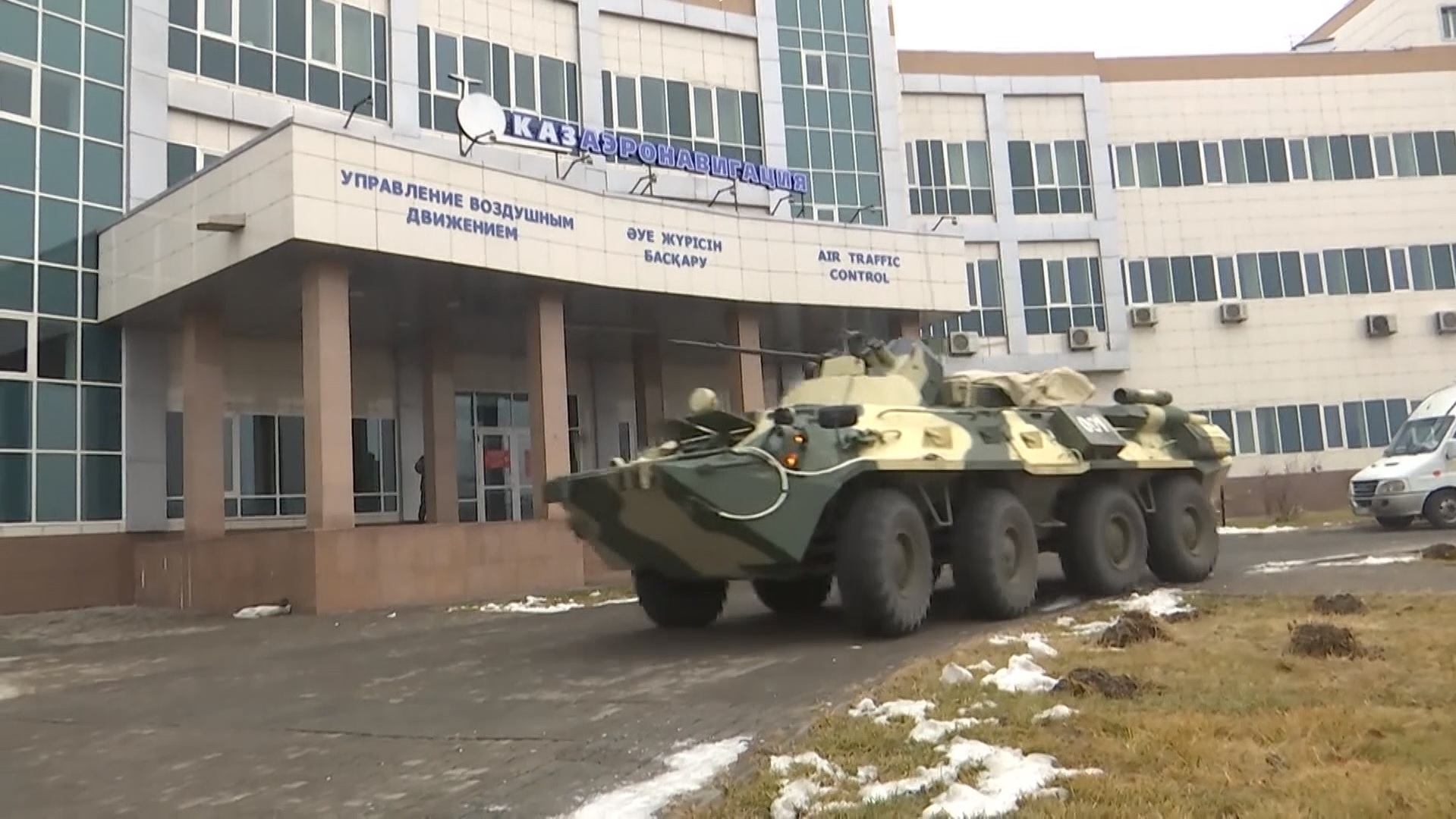
集団安全保障条約機構から派遣されたロシア軍車両（1月10日、アルマトイ空港）

5日夜から6日未明にかけてアルマトイで大規模な衝突が生じ、デモ参加者数十人が死亡し、2,000人以上が拘束された。
1月6日の朝、集団安全保障条約機構から派遣されたロシア軍の空挺部隊3,000人がカザフスタンに到着した。アルメニア、ベラルーシ、キルギス、タジキスタンも軍隊を派遣した。
1月6日、アクタウやジャナオゼンの広場では抗議活動が続けられた。ジャナオゼン市長であるマクサト・イバガロフは「地元の活動家の誰も迫害されることはない」と述べた。
政府発表では、この日までに治安部隊12人が死亡、353人が負傷した。

### 1月7日
トカエフ大統領は7日、「憲法秩序が全土で概ね回復した」と述べた。トカエフは譲歩として、リッターあたり50テンゲの車両燃料価格上限を6ヶ月間復活させると発表した。声明の中でトカエフは、デモを行う者に対して警告なしに発砲するよう軍隊に命じたと述べたほか、デモ参加者を「無法者、テロリスト」と呼び、今後も武力の行使が続くと述べた。また、秩序の確立を支援するために軍隊を派遣しているロシアに感謝の意を表した。
ロシア国防省は、軍をカザフスタンに送り込むために70機以上の飛行機が24時間体制で飛行し、アルマトイの主要空港の制圧を支援していると述べた。
ジャナオゼンでは平和的な抗議活動が続けられ、政権交代、市民運動の自由、現行憲法よりも民主的で明確な権力分立を持つとされる1993年版の憲法への復帰を求めた。
この日、アルマトイの暴動に巻き込まれ、仕事に向かう途中のイスラエル人の若者、取材中だったアルマトイのテレビ局職員が死亡した。
政府発表では、この日までに治安部隊18人の死亡が確認され、逮捕者は3,000人以上となった。

### 1月8日

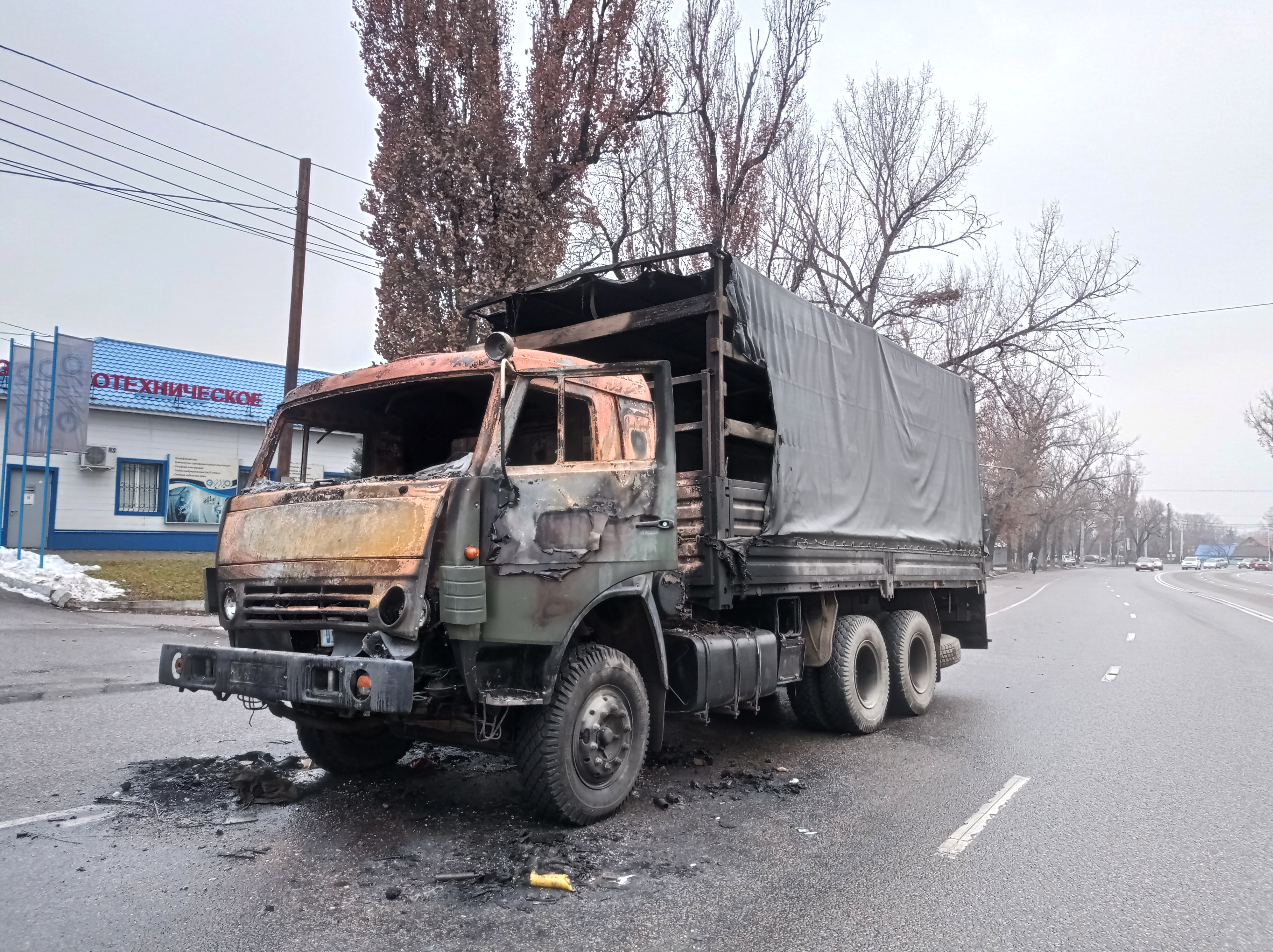
焼かれた軍用車両（1月8日、アルマトイ）

1月5日に国家保安委員会議長を解任されたカリム・マシモフは、1月8日に国家反逆の罪で拘束された。
ジャナオゼンでは抗議活動が続けられた。アルマトイでは大きな動きは見られなかった。
カザフスタン当局は、LPG販売業者180社に対して談合の疑いで調査を開始した。

### 1月9日
1月9日、カザフスタン内務省は、この日までに子ども2人を含む164人が死亡、そのうち103人がアルマトイで死亡したと発表した。大統領府は、拘束者が5800人に上り、その中に「相当数の外国人」が含まれると発表した。また、状況は国のすべての地域で安定していると述べた。

### 1月10日
1月10日、政府はデモの犠牲者を悼む日を宣言した。カザフスタン内務省は、全国で計7,939人が拘束されたと発表した。
カザフスタン国家保安委員会は、国の状況は「安定し、制御下にある」と述べた。
トカエフは集団安全保障条約機構の首脳会議において、今回の抗議活動を「クーデターの試み」と呼び、「海外のテロリストが参加していることは確実」と述べた。政府はまた、先週に政府ビルと治安部隊を攻撃した者の中に「外国で訓練を受けたイスラム過激派」がいたと述べた。
インターネット通信が5日間ぶりに回復した。
この日、今回の抗議デモに関する責任を問われ刑事審判にかけられていたジャンブール州警察長官ザナト・スレイメノフ将軍が自殺した。また、国家保安委員会のアザマット・イブラエフ大佐が高所から落下し死亡しているところを発見された。

### 1月11日
1月11日、トカエフはオンライン会議での演説で、カザフスタンの秩序は回復し、騒乱が終息したと述べた。また、集団安全保障条約機構の平和維持部隊がカザフスタンでの任務を終え、1月13日以降撤退すると発表した。 ロシアのウラジーミル・プーチン大統領は、「外国に支援されたテロリストの蜂起」からカザフスタンを防衛する戦いに勝利したと主張した。
また、トカエフは議会での演説で所得格差に対する国民の不満を認めるとともに、ナザルバエフ及びナザルバエフの一族とその側近への富の偏在を批判し、改革を約束した。収益性の高い企業グループが育ち、国際的基準から見ても裕福な人々が出現したことをナザルバエフの功績としつつ、これらの富裕層から一定の寄付を募り、保健、教育、福祉に対応するための基金とすることを提案した。さらにトカエフは、ナザルバエフの娘アリヤ・ナザルバエワと密接な関係にある民間企業が徴収する有利なリサイクル料金の独占を終わらせることを約束した。
内務省は、騒乱に関連して9,900人以上を拘束したと発表した。

## 以降の動き
1月15日、政府はこの騒乱に関連する死亡者総数が225人に達し、そのうち19人が治安当局関係者であったと述べた。
1月19日、この騒乱に対する指導力不足を理由に国防相ムラト・ベクタノフが解任された。また、この日までに集団安全保障条約機構の平和維持部隊がカザフスタンから完全に撤退した。
3月14日、ベリック・アシロフ検事総長は、警察官19人を含む230人がこの騒乱で死亡したと発表した。ただし市民団体のエルビラ・アジモワは、警察に拘束され、負傷して死亡した者を含めると死亡者総数は238人に上ると指摘している。
4月11日、検察庁は、この騒乱に関連して547人が有罪となったと報告した。また、12の組織的犯罪グループが暴動に関与し、メンバー23人が逮捕され、1,430丁の銃器と35,000発以上の弾薬を押収したと発表した。
7月28日、カザフスタン検察庁は、この騒乱に関連して717人が大規模な騒乱への参加や略奪、武器の不法所持などの罪で有罪判決を受けたと発表した。

## 影響

### 改憲への動き
このデモでは、改憲を含む政治的変化を求める声が上がっていた。
3月16日、トカエフ大統領は議会での演説で憲法改正の意向を示した。大統領の権限を抑え、「超大統領制」から強い議会を持つ大統領制共和国への移行を目指す内容であり、国会議員選挙制度の変更、憲法裁判所の再確立、市や州の首長の直接選挙を提案した。
5月5日、憲法改正の具体的な内容が議会の憲法評議会で承認された。主な改正点は大統領権限の制限、国会への権限委譲、比例制から小選挙区比例代表並立制への選挙制度変更、新党結成の条件緩和、大幅な地方分権、国民の権利保護、憲法裁判所の設立などであった。
6月5日、憲法改正のための国民投票が行われた。68%の投票率を記録し、77％の賛成票を獲得した。

### 安全保障
カザフスタンは今回の騒乱に関してロシアが主導する集団安全保障条約機構へ平和維持部隊の派遣を要請したが、中央アジア地域の安全保障に関する地域機構としてはほかに上海協力機構（SCO）がある。カザフスタンも加盟するSCOにも軍事支援を行う枠組みがあるが、今回SCOは声明を発表するにとどまり、積極的な関与はみられなかった。この件を踏まえて、SCOの軍事介入面での存在感の希薄さを指摘する意見がある。

### 世界市場
カザフスタンは世界のウランの40％以上を生産しており、この騒乱の期間ウラン価格が上昇した。
インターネットの停止は暗号通貨のマイニングに影響を与え、世界の暗号通貨の採掘速度（ハッシュレート）は12パーセント低下した。なお2021年11月の時点でカザフスタンはビットコインのマイニングで約18パーセントを占め世界第2位であったが、これは2021年に隣国の中国が暗号通貨のマイニングを禁止し、多くがカザフスタンに移動したことが原因であった。

### 株価の下落
カザフスタンでの抗議と暴動の間、株価の暴落により、ナザルバエフの娘ディナラとその夫ティムール・クリバエフは2億ドルを失い、カスピバンクの取締役会長ヴャチェスラフ・キムと、カザフスタンに住むグルジア出身の資産家ミハイル・ロムタゼの資産はそれぞれ14億ドル減少した。

## 各国の反応

### 集団安全保障条約機構
- アルメニア：集団安全保障条約機構で議長を務めるアルメニアは、平和維持活動に100人の兵士を派遣した[164]。アルメニア国民からは異論があり、2021年のアルメニアとアゼルバイジャンの国境紛争では機構からの派兵がなかったことが指摘された[165]。アルメニアの非政府機関連合は、アルメニア政府の行動を短絡的で無責任な行動として非難する声明を出した[166]。
- キルギス：1月5日、サディル・ジャパロフ大統領は、死傷者の報告、多数の略奪、暴力について懸念を表明した[167]。1月6日、キルギス外務省は、状況のさらなる悪化を防ぐため、法的枠組みの中での文明的対話を呼びかけ、カザフスタンが外部の干渉なしに独立して現在の危機を解決することを期待すると述べ、必要であれば兄弟国カザフスタンにあらゆる支援を行う用意があると付け加えた[168]。1月7日、議会の決定により集団安全保障条約機構平和維持部隊として150人の兵士が派遣された[169]。1月10日、ジャパロフ大統領はトカエフ大統領とカザフスタン国民に弔意を示し、安定、統一、平和と繁栄を祈願した[170]。
- タジキスタン： 1月6日、タジキスタン外務省は、暴力、政府庁舎の占拠、略奪、武装集団の出現に対する懸念と、状況安定化のためのカザフスタン政府への支援を表明し、「カザフスタンの賢明な人々とその指導者は、対話を通じて最短時間で暴力行為を終わらせる」と述べた[171]。1月7日、タジキスタン議会は、集団安全保障条約機構平和維持部隊としてカザフスタンに200人の部隊を派遣することを承認した[172]。
- ベラルーシ：1月6日、アレクサンドル・ルカシェンコ大統領はデモ参加者に交渉を呼びかけた[173]。ベラルーシ安全保障会議のアレクサンドル・ボルフォビッチ国務長官はこの騒乱をカラー革命と同様に違憲な方法で正当な政府を破壊しようとする「外部のハイブリッド脅威」であると述べた[174]。ベラルーシは集団安全保障条約機構平和維持部隊として約500人の兵士を派遣した[175]。
- ロシア：1月6日、ロシア外務省は「外部から訓練された武装集団を使って国家の安全を損なおうとする試みだ」という声明を発表し、テロ行為だとしたうえで、カザフスタン政府と連携していく姿勢を強調した[176]。プーチン大統領は「騒乱を起こしたのは外国で訓練を受けた戦闘部隊だ」とし、外部からの干渉があったと主張した[177]。1月10日、「外国の支援を受けたテロリストの蜂起」からカザフスタンを守る戦いに勝利したと述べた[140]。さらにユーロマイダンを引き合いに出し、いわゆるカラー革命を実現させはしないと語った[178]。

### 国際連合安全保障理事会常任理事国
- アメリカ合衆国：1月7日、アントニー・ブリンケン国務長官は、事態の収束に向け、カザフスタンの憲法上の制度や報道の自由への全面的な支持を表明し、平和的解決を提言した[179]。加えてブリンケンは集団安全保障条約機構の派兵について「最近の歴史の教訓として、ロシア人がいったん入り込むと、出て行かせるのが非常に難しくなることがある」と述べ、「カザフスタン当局と政府は、法と秩序を維持しながら抗議者の権利を尊重する方法で抗議活動に適切に対処する能力を持っているように思える」とカザフスタン政府の派兵要請の決断に疑問を呈した[180]。
- イギリス：政府は6日、「暴力行為や建物の破壊を批判する。また、当局は言論と表現の自由を尊重するよう求める」という声明を発表した[181]。
- フランス：1月6日、外務大臣ジャン＝イヴ・ル・ドリアンはカザフスタンの騒乱を「憂慮すべき」と呼び、すべての当事者に節度を示し、対話を開くよう促した[182]。エマニュエル・マクロン大統領は致命的な不安に関して懸念を表明し、状況を監視し続けていくと述べた[183]。
- 中華人民共和国：1月7日、習近平国家主席は、トカエフ大統領に対し「中国は外部勢力が下心をもって混乱を引き起こし、カラー革命を画策することに断固反対する。兄弟の隣国としてできる限り必要な支援を行う用意がある」と伝えた。また、外交部の汪文斌副報道局長は、上海協力機構が情勢安定化へ積極的役割を果たすよう促した[184]。

### 旧ソ連諸国
- アゼルバイジャン：1月10日、アゼルバイジャン外務省は「国内の多くの地域で命を落とした人々の家族や愛する人たち、兄弟であるカザフの人たち」に哀悼の意を表し、カザフスタンの平和、安定、平和と幸福を祈願した[185]。
- ウクライナ：1月10日、ウクライナ外務省は、暴力を非難し、死者に哀悼の意を表する声明を発表し、ロシアを中心とする他国籍の軍隊はカザフスタンの主権を尊重し、宣言した期間を超えて存在を維持しないよう強く要請した[186]。
- ウズベキスタン：1月5日、ウズベキスタン外務省は「カザフスタンの賢明な国民がこれ以上不安定さを増すことなく暴力や人的被害を回避することを確信している」とする声明を出した[187]。1月10日、シャフカト・ミルジヨエフ大統領は、治安当局と住民の間に多数の犠牲者と重傷者が出たこと、また紛争の余波で結果として大きな被害が出たことについてトカエフ大統領とカザフスタン国民に深い弔意を表した[188]。
- トルクメニスタン：グルバングル・ベルディムハメドフ大統領は、多くの犠牲者と負傷者が出たことに対して深い哀悼の意を表し、犠牲者の家族と親族への同情と支援、および負傷者の迅速な回復を願うと表明した[189]。

### 国際機関
- 欧州連合（EU）：1月5日、EUは声明を発表し、すべての関係者が責任と自制をもって行動し、暴力のさらなる進展につながるような行動を控えるよう呼びかけた。さらに、平和的なデモの権利を認めつつ、デモが非暴力的なものであり、暴力の扇動を回避することを期待すると述べた[190]。1月7日、ジョセップ・ボレル上級代表は自身のTwitterで「外部からの軍事支援は、避けるべき状況の記憶を呼び起こす」と述べ、カザフスタンの情勢に対する深い懸念を表明した[191][192]。
- 国際連合：1月6日、ミシェル・バチェレ人権高等弁務官は、「人々には平和的な抗議と表現の自由の権利がある。同時に、抗議する人は、どんなに怒り苦しんでいても暴力に訴えるべきではない」という声明を発表し、暴力を控え平和的な解決を模索するよう促した[181]。1月10日、国連はカザフスタン軍兵士が国連平和維持軍のヘルメットを被っている写真が出回ったことについて苦情を申し立てた[193]。
- 欧州安全保障協力機構（OSCE）：1月5日、OSCEのズビグニエフ・ラウ議長は「秩序への平和的復帰と民主的プロセスの尊重を求め、集会の自由と表現の自由を含む権利と自由は保護されなければならない」と宣言した[194]。
- テュルク諸国機構：1月6日、声明の中で、カザフスタン当局が緊張を平和的に和らげ、平穏と秩序を回復する能力を信頼していることを表明するとともに、命を落とした人々への哀悼と負傷者の早期の回復を祈願した[195]。
- 上海協力機構：1月7日、上海協力機構は、カザフスタンの動向を注視し、街頭暴動および不法行為に懸念を表明するとの声明を発表した。また、集団安全保障条約機構の平和維持部隊の期間限定での関与に留意し、同国の情勢が迅速に安定化し、法と秩序、治安が回復することを期待していると述べた[156]。同日、地域対テロ機構（英語版）は、必要であれば支援を行う用意があることを発表した[157]。犠牲者のご家族とご友人に対し、深い哀悼の意を表します。
- 北大西洋条約機構：1月7日、北大西洋条約機構（NATO）の政治問題・安全保障政策担当事務次長代理兼コーカサス＆中央アジア特別代表のハビエル・コロミナは、Twitterで「NATOは、死傷者の報告を含め、カザフスタンの状況に対する深刻な懸念を持っている。我々はすべての当事者に対し、自制し暴力を控え対話を追求するよう求める。当局は平和的抗議の権利を含む国際的な人権義務を尊重しなければならない」と述べた[196][197]。